# Acta Instituti Botanici Academiae Scientiarum Slovacae
Acta Instituti Botanici Academiae Scientiarum Slovacae (abreviado Acta Inst. Bot. Acad. Sci. Slov.) fue una revista con ilustraciones y descripciones botánicas que fue publicada en Bratislava  en 1974, publicándose 2 números. Fue reemplazada por Acta Botanica Slovaca